# هيرنان دا كامبو
هيرنان دا كامبو (بالإسبانية: Hernán Da Campo)‏ (6 أغسطس 1994 في الأرجنتين - ) هو لاعب كرة قدم أرجنتيني في مركز الوسط. لعب مع روزاريو سنترال.

## وصلات خارجية
- هيرنان دا كامبو على موقع قاعدة بيانات كرة القدم.إي يو (الإنجليزية)
- هيرنان دا كامبو على موقع Soccerway.com (الإنجليزية)
- هيرنان دا كامبو على موقع AS.com (الإسبانية)